# Rígsþula

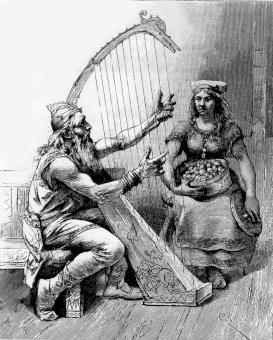
Heimdall in de gedaante van Rig

Rígsþula (Rigstula) is in de Edda het Lied van Rig ('Kvädet om Rig'). Het is een relatief jong gedicht (eind 12de eeuw), dat handelt over de schepping der standen. In elk van de drie delen komt de handel en wandel als onderscheiden van die van de andere standen tot uiting. Dit zijn volgens Rig: de knechten ('Thrall', handwerklieden), de boeren ('karl', voedselproducenten), en de edelen ('jarl', bestuurders, beschermers en strijders). Er was geen uitgesproken priesterstand in de Noordse en Germaanse cultuur, aldus Georges Dumézil. Toch waren er de druïden en is er sprake van priesteressen zoals de Völva.

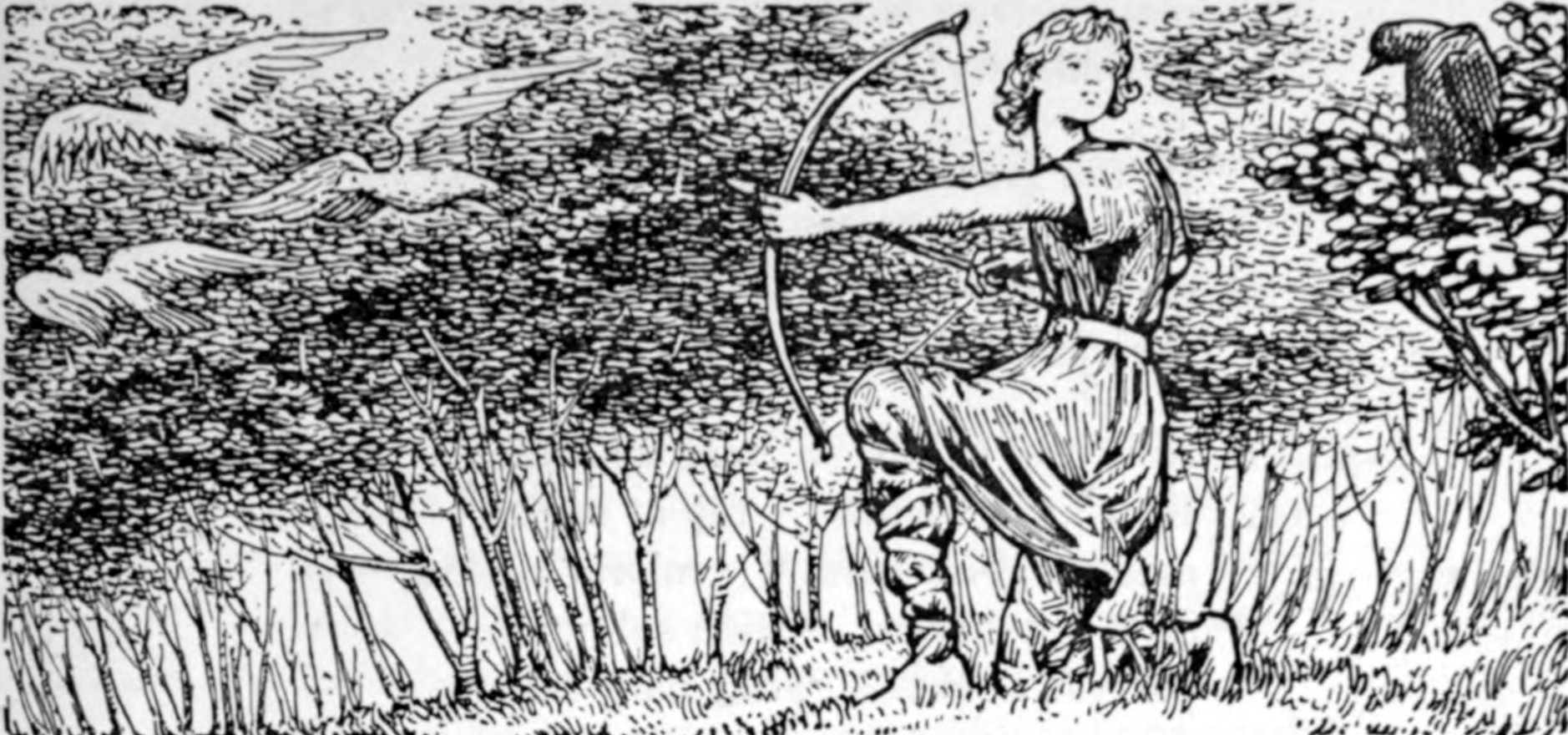
De kraai waarschuwt Kon

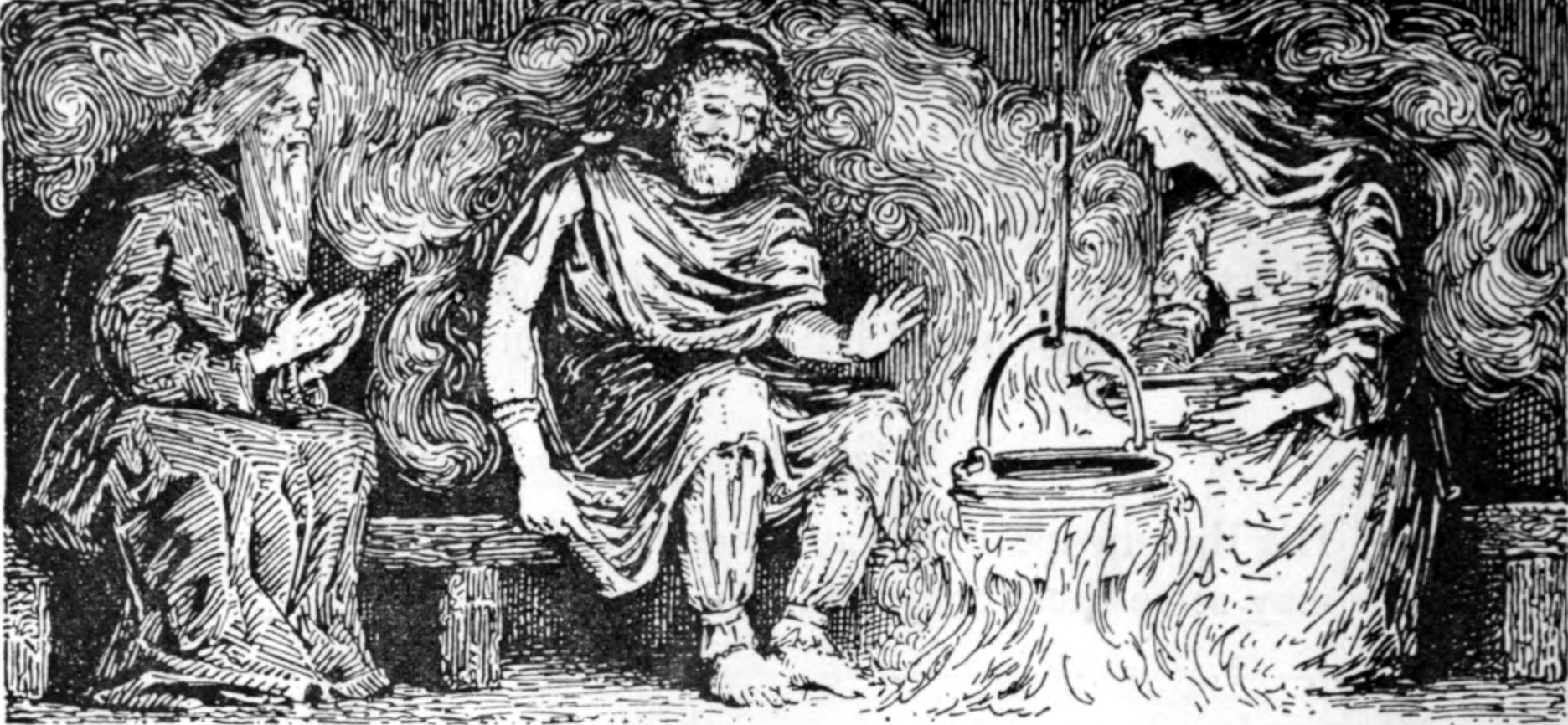
Rig in het huis van de overgrootouders Áe en Edda

Waar de inkleding van het verhaal vandaan komt is duister, evenals de herkomst van de naam Rig.

## Edda
Het is ook een van de rare plaatsen waar het woord Edda voor komt. De naam Edda is door de IJslandse geleerde Snorri Sturluson aan de verzameling liederen en gedichten uit de Europese oudheid gegeven. Het woord betekent eigenlijk overgrootmoeder in het Oudnoords. Dus de verhalen van overgrootmoeder (de voorouders), die zij al doorvertelden, 's avonds rond de vuurplaats 'bij opoe'.
Bij uitbreiding is de betekenis moederschoot of wereldmoeder. Het woord is afgeleid van veda of vidyā (kennis - vid = weten, begrijpen), de heilige geschriften van de hindoes. Denk hierbij ook aan het Duitse wissen, het Zweedse veta en het Oud-Engelse wit.
Stanza 3:
Rig verstond hun
raad te geven;
hij trad naar voren
op 't midden van de vloer,
aan elk van zijn zijden
de echtelieden.
Stanza 4:
Toen bracht Edda
een krachtig brood
zwaar en dik
van zemelen vol
zette het maal
in hun midden,
zette op tafel
gezoden vlees.

## Voorouder Rig
Heimdal stelde zich als Rig voor tijdens zijn reis. Bij Ae (overgrootvader) en Edda (overgrootmoeder) bleef hij drie dagen en negen maanden later werd Thrall geboren. Die huwde met Tir en ze kregen twaalf zonen en tien dochters. Rig ging verder.
Bij Afve (grootvader) en Amma (grootmoeder) bleef Rig ook drie dagen, en negen maanden later werd Karl geboren. Die huwde met Alert en ze kregen twaalf zonen en tien dochters. Rig reisde verder.
Bij Fader (vader) en Moder (moeder) bleef Rig drie dagen en negen maanden later werd Jarl geboren. die huwde met Härses dochter Ärna en ze kregen kinderen. De jongste zoon was Kon (koning). Kon kreeg van een kraai de raad iets beters te doen dan vogels doden. Later verdiende Kon het zelf Rig te worden genoemd.

## Bron
- Edda

1. ↑  E.Titchenell, De Maskers van Odin, Theosophical University Press Agency, vertaling 2005, Den Haag, p. 230-237